# Breck Eisner
Breck Eisner, pseudonimo di Michael Breckenridge Eisner (New York, 24 dicembre 1970), è un regista statunitense.

## Biografia
È figlio del noto executive della Walt Disney Company, Michael Eisner, e come lui ha intrapreso una carriera nel cinema. Per non causare confusione col semi-omonimo genitore, in ambito professionale si firma con una versione accorciata del nome da nubile della madre, Breckenridge.
Si è diplomato alla Harvard High School, per poi frequentare la Georgetown University e la University of Southern California, dove si è laureato.
Nel 2010 dirige La città verrà distrutta all'alba, rifacimento dell'omonimo film di George A. Romero.

### Vita privata
Nel giugno 2006, Eisner ha sposato con ceerimonia cattolico la compagna Georgia Leigh Irwin.

## Filmografia

### Regista

#### Cinema
- Recon - cortometraggio (1996)
- Thoughtcrimes - Nella mente del crimine (Thoughtcrimes) (2003)
- Sahara (2005)
- La città verrà distrutta all'alba (The Crazies) (2010)
- The Last Witch Hunter - L'ultimo cacciatore di streghe (The Last Witch Hunter) (2015)

#### Televisione
- Invisible Man – serie TV, episodio 1x01 (2000)
- Taken – miniserie TV, episodio 1x02 (2002)
- Fear Itself – serie TV, episodio 1x01 (2008)
- The Expanse – serie TV, 8 episodi (2017-2019)
- The Brave – serie TV, episodio 1x07 (2017)

### Produttore esecutivo
- Il risveglio del tuono (A Sound of Thunder), regia di Peter Hyams (2005)

### Sceneggiatore
- Recon - cortometraggio (1996)